# Liste von deutschen Stadthallen
Veranstaltungshallen mit dem Namen Stadthalle gibt es in zahlreichen Städten im deutschsprachigen Raum. Sie erfüllen zumeist den Zweck, kulturellen Veranstaltungen aller Art Platz zu bieten. In der folgenden Liste finden sich alle deutschen Hallen, die heute im Namen Stadthalle tragen oder früher so genannt wurden und einen Artikel in der deutschsprachigen Wikipedia haben:
- Stadthalle Augsburg
- Stadthalle Bad Godesberg
- Barmer Stadthalle
- Stadthalle Bielefeld
- Stadthalle (Bonn), ehemaliges Veranstaltungsgebäude
- Stadthalle Braunschweig
- ÖVB-Arena, zuvor Stadthalle Bremen, AWD-Dome und Bremen-Arena
- Stadthalle Chemnitz
- Stadthalle Cottbus
- Donauhallen, bis 1974 Stadthalle Donaueschingen
- Schützenhaus (Eilenburg), 1919 bis 1961 Stadthalle Eilenburg
- Heinrich-Lades-Halle, bis 1990 Stadthalle Erlangen
- Stadthalle (Freiburg im Breisgau)
- Stadthalle Görlitz
- Stadthalle Göttingen
- Stadthalle Graz
- Stadthalle Greifswald
- Stadthalle Gütersloh
- Stadthalle Hagen
- Stadthalle Hamburg
- Stadthalle Hannover
- Heidelberger Stadthalle
- Stadthalle Kassel
- Stadthalle Köln
- Stadthalle (Königsberg)
- Stadthalle Lübeck
- Stadthalle Magdeburg
- Stadthalle (Mainz), mit dem größten Festsaal Deutschlands am Ende des 19. Jahrhunderts
- Stadthalle Mülheim an der Ruhr
- Stadthalle Neubrandenburg
- Stadthalle Neumünster
- Stadthalle Offenbach
- OsnabrückHalle, bis 2008 Stadthalle Osnabrück
- Stadthalle Penzberg
- Stadthalle Reutlingen
- Stadthalle Rostock
- Stadthallen Schwerin, ehemalige Veranstaltungshallen in Schwerin
- Stadthalle der Freundschaft, Stadthalle der thüringischen Stadt Suhl; auch bekannt als Congress Centrum Suhl (CCS)
- Stadthalle Troisdorf
- Wiener Stadthalle
- Stadthalle Wilhelmshaven
- CongressPark Wolfsburg, bis 1987 Stadthalle Wolfsburg
- Stadthalle Wuppertal